# يانيف عاسور
يانيف عاسور (مواليد 15 يوليو 1972) هو ضابط في الجيش الإسرائيلي برتبة ألوف (لواء)، يشغل حاليًا منصب رئيس مديرية القوى البشرية. تقلد سابقًا عدة مناصب بارزة، من بينها رئيس فرع العمليات في مديرية العمليات، قائد فرقة باشان، قائد لواء جولاني، نائب قائد تشكيل جعش، وقائد تشكيل حيروم.

## حياته
ولد ونشأ في موشاف ميفتاحيم. التحق بالجيش الإسرائيلي عام 1990، وعين في الكتيبة 12 من لواء جولاني. خضع لتدريب المشاة، ودورة قادة الفصائل، ودورة ضباط المشاة. بعد إكمال الدورة عاد إلى الكتيبة 12 وخدم كقائد فصيلة في السرية ج. في عام 1996 عين قائدًا لفصيلة بنادق في الكتيبة 12، وخدم في هذا المنصب خلال عملية عناقيد الغضب، من بين عمليات أخرى. لاحقًا خدم كضابط سلامة في لواء جولاني. بعد ذلك، خدم كقائد لسرية الاستطلاع في لواء جولاني من 1997 إلى 1999. ثم خدم كنائب قائد الكتيبة 51 من 2001 إلى 2002، بما في ذلك خلال عملية الدرع الواقي. التحق بكلية القيادة والأركان لمشاة البحرية الأمريكية في الولايات المتحدة في عام 2002. وبعد عودته خدم كضابط عمليات للواء جولاني من 2003 إلى 2004.
في عام 2004 تمت ترقيته إلى رتبة مقدم وعين قائدًا للكتيبة 51، حيث خدم حتى عام 2006. خلال فترة توليه المنصب، نشرت الكتيبة عملياتيًا في الخليل، حيث قُتل جندي من الكتيبة في حادث مروري. بعد ذلك قاد الكتيبة خلال تنفيذ خطة فك الارتباط عن غزة، وعملية أمطار الصيف، وعمليات أخرى ضد المقاومة الفلسطينية في قطاع غزة خلال الانتفاضة الثانية، وكذلك حرب لبنان 2006. خلال الحرب قاد الكتيبة في معركة بنت جبيل، من بين معارك أخرى. قتل مقاتلو الكتيبة العشرات من مقاتلي حزب الله، ودمروا ثلاث منصات إطلاق صواريخ كاتيوشا، وفجروا مخزونات الذخيرة والصواريخ المستولى عليها. خسرت الكتيبة في المعركة الشرسة ثمانية قتلى، بمن فيهم نائبه روي كلاين، وعشرين جريحًا. لنشاطهم خلال الحرب، منحت الكتيبة تحت قيادته استشهادًا من قبل قائد المنطقة الشمالية، غادي آيزنكوت. عين بعد الحرب قائدًا لوحدة الاستطلاع إيغوز من 2006 إلى 2008، حيث قاد عمليات في قطاع غزة. في إحدى العمليات في يناير 2008 قتلت قوات الوحدة تحت قيادته وبدعم من المدرعات والطيران، 18 مسلحًا، بينهم ابن مسؤول حماس البارز محمود الزهار. ثم غادر للدراسة.

## السيرة الذاتية
- أمير بوخبوط ، "ראינו איך המחבלים בורחים מהפחד" ، معاريف ، 29 يوليو / تموز 2006
- סיפור קרב בינת ג'בייל, في موقع البطولة,[1] ، فصل من كتاب أساهيل لوبوتسكي ، מן המדבר והלבנון ، دار يديعوت للنشر ، من في موقع البطولة .
- شاي كليبر ، מנהיגות המג"ד בשדה הקרב בעבר, בהווה ובעתיד نسخة محفوظة 2013-09-27 على موقع واي باك مشين. ، ماعارخوت 434 ، ديسمبر 2010 ، ص 26-37
- أخيكام موشيه دافيد ، סבב מינויים בדרג הפיקוד הצה"לי ، معاريف ، 5 أيلول (سبتمبر) 2011.
- إيرز تدمور ، "רוצה להיות הראשון בפינוי" ، ماقور ريشون ، 20 مايو 2005 ، كما تم تحميله على موقع "فريش".
- مايا كارني ، אין מילה כזו שיקום في المخيم كما وردت في موقع "فريش"
- ماتان جلين, موقع الجيش الإسرائيلي, אל״ם יניב עושר מונה למפקד חטיבת גולני, في موقع الجيش الإسرائيلي (في أرشيف الإنترنت), 20 يوليو / تموز 2012
- أمير بوخبوط وطال شاليف, כמו נמ״ר: הנגמ״ש החדש עמד במוקד התרגיל של גולני, موقع والا!, 11 سبتمبر/ ايلول 2012
- ماتان جلين, מח״ט גולני: ״בטוח שלוחמינו יעמדו בכל משימה ואתגר״, في موقع الجيش الإسرائيلي (في أرشيف الإنترنت), 31 اكتوبر/ تشرين الاول 2012
- يوسي يهوشع وريؤوفن فايس, מבצע העשור, في موقع يديعوت احرونوت, 30 ابريل/ نيسان 2020

## الحواشي
אלוף משלנו, على موقع حساب الفيسبوك للمجلس الاقليمي اشكول, 9 اكتوبر/ تشرين 2020